# Яновка, Томаш
Томаш Балтазар Яновка (чеш. Tomáš Baltazar Janovka, нем. Thomas Balthasar Janowka; 6 января 1669, Кутна-Гора — 16 июня 1741, Прага) — чешский органист и лексикограф.
Родился в семье Томаша Теофила Яновки, городского советника и руководителя хора при костёле Святого Якоба. Учился в иезуитском коллегиуме в своём родном городе, затем в Пражском университете, где в 1689 году получил степень лиценциата философии. С 1691 года и до конца жизни был органистом Собора Девы Марии в Праге, а также получил широкую известность составлением и изданием обширного музыкального словаря, который для Чехии того времени был фактически первым изданием подобного рода, если не считать известный там «Deffinitorium» Иоанна Тинкториса.
Словарь Яновки был издан в Праге в 1701 году под заглавием «Ключ к сокровищам великого искусства музыки» (лат. Clavis ad thesaurum magnæ artis musicæ), переиздан в 1715 году. Эта работа должна была стать предтечей к ещё большему труду, о чём сам автор сообщал в предисловии, который, однако, так и не был написан.